# (37248) 2000 WB182
2000 WB182 (asteroide 37248) é um asteroide da cintura principal. Possui uma excentricidade de 0.06689590 e uma inclinação de 15.89874º.
Este asteroide foi descoberto no dia 25 de novembro de 2000 por LINEAR em Socorro.